# Giuseppe Rossi
Giuseppe Rossi (Teaneck, Nueva Jersey, Estados Unidos; 1 de febrero de 1987) es un exfutbolista ítalo-estadounidense que jugaba como delantero. Su último club fue SPAL 2013 de la Serie B de Italia. Ha sido internacional absoluto con la selección italiana.

## Biografía
Giuseppe Rossi nació el 1 de febrero de 1987 en Teaneck, Nueva Jersey, pero creció en Clifton. Tiene ascendencia italiana através de sus padres, Fernando, procedente de Abruzos, era entrenador de fútbol y profesor de italiano y español en la Clifton High School, y su madre, Cleonilde, nacida en Molise, era profesora de idiomas en el mismo colegio. A los 12 años de edad, Giuseppe se mudó al país natal de sus padres, para jugar en las categorías inferiores del Parma.

## Trayectoria
En 2004 el primer club por el que Giuseppe Rossi fichó fue el Parma italiano como juvenil. Tenía 17 años, pero fue traspasado al poco tiempo por 200 000 libras al Manchester United, donde firmaría su primer contrato profesional. Allí jugó hasta enero de 2007, empezando a jugar cedido en el Parma italiano.
Giuseppe Rossi fue fichado por el Villarreal el verano de 2007 tras la marcha al Atlético de Madrid del uruguayo Diego Forlán. Con sus 11 goles en 27 partidos se convirtió en uno de los jugadores revelación de la temporada 2007-08.
Al finalizar la temporada 2008-09 aparecieron en la prensa rumores sobre el interés de varios clubes para hacerse con los servicios de Rossi, como la Juventus que se decía que ofrecía 18 millones de euros y el traspaso de David Trezeguet, o el Manchester City o el Manchester United. Sobre todo tras las declaraciones que realizó, en las que afirmaba que su sueño era volver a jugar en Italia. En enero de 2011, amplió su contrato con el Villarreal hasta 2016.
El 26 de octubre de 2011 Rossi sufrió una rotura de ligamentos en la rodilla derecha en un partido que enfrentaba a su equipo, el Villarreal CF, contra el Real Madrid en el Santiago Bernabéu. En abril de 2012, Rossi estaba en la recta final de la recuperación pero durante un entrenamiento recayó, lo cual lo mantuvo alejado de las canchas durante un año. Dicha lesión, de la que fue operado, no le permitió jugar con el Villarreal los últimos partidos de Liga y tuvo que ver desde fuera el descenso del conjunto amarillo. En octubre de 2012 volvió a ser operado, por tercera vez, de la rodilla derecha siendo esta la segunda parte de la anterior operación realizada en abril.
En enero de 2013 fue traspasado a la Fiorentina. El equipo italiano pagó 10 millones y otros 6 de bonus por el traspaso. El 26 de agosto, en el primer partido de la temporada en el Calcio, hizo su primer gol frente al Catania. No marcaba desde 2011. Sin embargo, volvió a lesionarse a principios de 2014 (llevaba catorce goles en Serie A) y solo pudo participar en las tres últimas jornadas, donde logró dos tantos. En agosto recayó de la rodilla por lo que pasó toda la temporada 2014-15 en blanco.
Rossi jugó poco en la Fiorentina tras su recuperación y, en el mercado de invierno de la temporada 2015-16, volvió a la Liga Española, al ser cedido al Levante hasta final de temporada. Llegó al club valenciano en una situación crítica, con el equipo colista de Primera División. Pese a las buenas actuaciones de Rossi, donde fue titular indiscutible, el club granota acabó en la última posición y, por tanto, descendiendo a Segunda División. En la temporada 2016-17 fue cedido al Celta de Vigo, donde logró seis goles en 29 partidos. En el equipo gallego sufrió su quinta lesión grave de rodilla.
En diciembre de 2017 fichó por el Genoa, donde no tuvo continuidad por las continuas lesiones y abandonó el equipo al término de la campaña.
Después de pasar por el Real Salt Lake de la MLS, regresa a Italia para jugar en el SPAL de la Serie B.
El 23 de julio de 2023 anuncia en sus redes sociales el final de su carrera como futbolista.

## Selección nacional
Ha sido internacional con la selección de Italia tanto a nivel absoluto, como en las categorías inferiores hasta la sub-21. Con la selección olímpica de Italia en 2008 participó en los Juegos Olímpicos de Pekín, donde terminó como máximo goleador del torneo con 4 goles. Su primer gol con su selección lo anotó en un partido amistoso disputado el 6 de junio de 2009 en Pisa contra Irlanda del Norte, que servía de preparación para la Copa FIFA Confederaciones 2009, a la que fue convocado por Marcello Lippi.
En el mencionado torneo internacional, debutó con dos goles en el triunfo italiano 3-1 sobre Estados Unidos, en el Estadio Loftus Versfeld de Pretoria.

### Participaciones en Copas FIFA Confederaciones
| Copa                      | Sede      | Resultado    |
| ------------------------- | --------- | ------------ |
| Copa Confederaciones 2009 | Sudáfrica | Primera fase |

### Goles internacionales
| # | Fecha      | Lugar               | Rival             | Gol | Resultado | Competición                    |
| - | ---------- | ------------------- | ----------------- | --- | --------- | ------------------------------ |
| 1 | 06-06-2009 | Pisa, Italia        | Irlanda del Norte | 1-0 | 3-0       | Amistoso                       |
| 2 | 15-06-2009 | Pretoria, Sudáfrica | Estados Unidos    | 1-1 | 3-1       | Copa FIFA Confederaciones 2009 |
| 3 | 15-06-2009 | Pretoria, Sudáfrica | Estados Unidos    | 3-1 | 3-1       | Copa FIFA Confederaciones 2009 |
| 4 | 09-02-2011 | Dortmund, Alemania  | Alemania          | 1-1 | 1-1       | Amistoso                       |
| 5 | 29-03-2011 | Kiev, Ucrania       | Ucrania           | 0-1 | 0-2       | Amistoso                       |

## Clubes
| Club                      | País           | Año         |
| ------------------------- | -------------- | ----------- |
| Manchester United         | Inglaterra     | 2004 - 2006 |
| Newcastle United (cedido) | Inglaterra     | 2006        |
| Parma FC (cedido)         | Italia         | 2007        |
| Villarreal CF             | España         | 2007 - 2012 |
| ACF Fiorentina            | Italia         | 2013 - 2016 |
| Levante UD (cedido)       | España         | 2016        |
| ACF Fiorentina            | Italia         | 2016        |
| Celta de Vigo (cedido)    | España         | 2016 - 2017 |
| Genoa CFC                 | Italia         | 2017 - 2018 |
| Real Salt Lake            | Estados Unidos | 2020 - 2021 |
| SPAL                      | Italia         | 2021 - 2022 |
| SPAL                      | Italia         | 2023 - 2023 |

## Estadísticas

### En clubes
| Manchester United Inglaterra |               |               |     |    |    |    |    |    |    |    |     |     |     |      |      |
| 1.ª | 2004-05       | —             | —   | —  | 2  | 0  | 0  | —  | —  | —  | 2   | 0   | 0   | 0,00 |      |
| 1.ª | 2005-06       | 5             | 1   | 0  | 5  | 3  | 1  | 2  | 0  | 0  | 12  | 4   | 1   | 0,33 |      |
| Total club | Total club    | 5             | 1   | 0  | 7  | 3  | 1  | 2  | 0  | 0  | 14  | 4   | 1   | 0,28 |      |
| Newcastle United Inglaterra | 1.ª           | 2006          | 11  | 0  | 0  | 2  | 1  | 0  | —  | —  | —   | 13  | 1   | 0    | 0,07 |
| Parma FC · Italia | 1.ª           | 2007          | 19  | 9  | 5  | —  | —  | —  | 1  | 0  | 0   | 20  | 9   | 5    | 0,43 |
| Villarreal CF · España |               |               |     |    |    |    |    |    |    |    |     |     |     |      |      |
| 1.ª | 2007-08       | 27            | 11  | 3  | 5  | 2  | 0  | 5  | 0  | 1  | 37  | 13  | 4   | 0,41 |      |
| 1.ª | 2008-09       | 30            | 12  | 7  | 1  | 0  | 0  | 8  | 3  | 1  | 39  | 15  | 8   | 0,39 |      |
| 1.ª | 2009-10       | 34            | 10  | 2  | 4  | 2  | 0  | 8  | 5  | 1  | 46  | 17  | 3   | 0,37 |      |
| 1.ª | 2010-11       | 36            | 18  | 7  | 5  | 3  | 1  | 15 | 11 | 3  | 56  | 32  | 11  | 0,57 |      |
| 1.ª | 2011-12       | 9             | 3   | 0  | —  | —  | —  | 5  | 2  | 1  | 14  | 5   | 1   | 0,36 |      |
| 2.ª | 2012          | —             | —   | —  | —  | —  | —  | —  | —  | —  | 0   | 0   | 0   | 0,00 |      |
| Total club | Total club    | 136           | 54  | 19 | 15 | 7  | 1  | 41 | 21 | 7  | 192 | 82  | 27  | 0,43 |      |
| ACF Fiorentina · Italia | 1.ª           | 2013          | 1   | 0  | 0  | —  | —  | —  | —  | —  | —   | 1   | 0   | 0    | 0,00 |
| ACF Fiorentina · Italia | 1.ª           | 2013-14       | 21  | 16 | 4  | 1  | 0  | 0  | 2  | 1  | 1   | 24  | 17  | 5    | 0,73 |
| ACF Fiorentina · Italia | 1.ª           | 2014-15       | —   | —  | —  | —  | —  | —  | —  | —  | —   | 0   | 0   | 0    | 0,00 |
| ACF Fiorentina · Italia | 1.ª           | 2015-16       | 11  | 0  | 2  | 1  | 0  | 0  | 4  | 2  | 1   | 16  | 2   | 3    | 0,18 |
| Levante UD · España | 1.ª           | 2016          | 17  | 6  | 2  | —  | —  | —  | —  | —  | —   | 17  | 6   | 2    | 0,35 |
| ACF Fiorentina · Italia | 1.ª           | 2016          | 1   | 0  | 0  | —  | —  | —  | —  | —  | —   | 1   | 0   | 0    | 0,00 |
| ACF Fiorentina · Italia | Total club    | Total club    | 34  | 16 | 6  | 2  | 0  | 0  | 6  | 3  | 2   | 42  | 19  | 8    | 0,45 |
| Celta de Vigo · España | 1.ª           | 2016-17       | 18  | 4  | 1  | 4  | 1  | 0  | 7  | 1  | 0   | 29  | 6   | 1    | 0,21 |
| Genoa CFC · Italia | 1.ª           | 2017-18       | 9   | 1  | 0  | 1  | 0  | 0  | —  | —  | —   | 10  | 1   | 0    | 0,10 |
| Inactivo entre 2018 y 2020. |               |               |     |    |    |    |    |    |    |    |     |     |     |      |      |
| Real Salt Lake Estados Unidos | 1.ª           | 2020          | 4   | 1  | 0  | 3  | 0  | 0  | —  | —  | —   | 7   | 1   | 0    | 0,14 |
| Inactivo entre 2020 y 2021. |               |               |     |    |    |    |    |    |    |    |     |     |     |      |      |
| SPAL · Italia | 2.ª           | 2021-22       | 14  | 3  | 0  | —  | —  | —  | —  | —  | —   | 14  | 3   | 0    | 0,21 |
| Inactivo entre 2022 y 2023. |               |               |     |    |    |    |    |    |    |    |     |     |     |      |      |
| SPAL · Italia | 2.ª           | 2023          | 5   | 0  | 0  | —  | —  | —  | —  | —  | —   | 5   | 0   | 0    | 0,00 |
| SPAL · Italia | Total club    | Total club    | 19  | 3  | 0  | 0  | 0  | 0  | 0  | 0  | 0   | 19  | 3   | 0    | 0,16 |
| Total carrera | Total carrera | Total carrera | 272 | 95 | 33 | 34 | 12 | 2  | 57 | 25 | 9   | 363 | 132 | 44   | 0,36 |
| (1) Incluye datos de la Copa de la Liga de Inglaterra (2004-06); FA Cup (2006); Copa del Rey (2008-17) y Copa Italia (2014-17). (2) Incluye datos de la Liga de Campeones de la UEFA (2005-11) y Copa de la UEFA - Liga Europea de la UEFA (2007-17). (3) Media de goles por encuentro. No incluye goles en partidos amistosos. |               |               |     |    |    |    |    |    |    |    |     |     |     |      |      |

## Palmarés

### Campeonatos nacionales
| Título                        | Club              | País    | Año     |
| ----------------------------- | ----------------- | ------- | ------- |
| Copa de la Liga de Inglaterra | Manchester United | Cardiff | 2005/06 |

### Distinciones individuales
| Distinción                                                   | Año  |
| ------------------------------------------------------------ | ---- |
| Máximo goleador del Torneo de Fútbol en Pekín 2008 (4 goles) | 2008 |